# Mirošov (powiat Igława)
Mirošov – gmina w Czechach, w powiecie Igława, w kraju Wysoczyna.
1 stycznia 2017 gminę zamieszkiwało 176 osób, a ich średni wiek wynosił 41,8 roku.